# 原為一

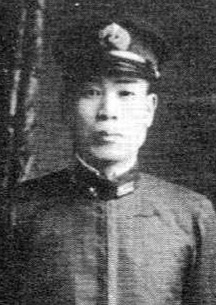
原為一

原為一（1900年—1980年）是第二次世界大戰太平洋戰爭時期日本帝國海軍軍官，以其高超的魚雷與夜戰技巧而著名，並撰寫了日本帝國海軍的魚雷攻擊技巧手冊。
原為一是日本武士後代，於1921年畢業於日本海軍兵學校。歷任驅逐艦「夕凪」、「長月」、「綾波」艦長。戰爭開始時原為一擔任驅逐艦天津風號艦長，但在戰爭期間大多數時間原為一乃擔任水雷戰隊司令，以時雨號驱逐舰為旗艦。在瓜達爾卡納爾島戰役，原為一的理論初次在戰場得到驗證。在1942年11月13日，原為一指揮的驅逐艦天津風號擊沈了美國驅逐艦巴頓號。
原為一指揮天津風號參加爪哇海海戰，擊沈美國潛艇河鱸號 。原為一並參與了所羅門群島一連串海戰中的數次戰役。
原為一最終為阿賀野級輕巡洋艦矢矧號艦長，參加天號特攻。矢矧號於該次戰役中沈沒，但原為一倖存。嗣後擔任川棚突擊隊司令，戰後擔任運鹽商船船長。
原為一大佐的回憶錄（河出書房、1955年）被翻譯成英文，成為史學家討論二次世界大戰的太平洋戰爭日方觀點的重要參考資料。